# جايسون إفرمان
جايسون مارك إفرمان (بالإنجليزية: Jason Everman)‏ هو موسيقي أمريكي، قام بالعزف في نيرفانا وساوندغاردين. خدم لاحقاً بالجيش الأمريكي في قوات الصاعقة البرية وكقبعة خضراء.

## روابط خارجية
- جايسون إفرمان على موقع IMDb (الإنجليزية)
- جايسون إفرمان على موقع ميوزك برينز (الإنجليزية)
- جايسون إفرمان على موقع أول ميوزيك (الإنجليزية)
- جايسون إفرمان على موقع ديسكوغز (الإنجليزية)
- جايسون إفرمان على موقع قاعدة بيانات الفيلم (الإنجليزية)